# Association des professionnels de la construction et de l'habitation du Québec
 (août 2025).
 (août 2025).
Pour les articles homonymes, voir APCHQ.
L'Association des professionnels de la construction et de l’habitation du Québec (APCHQ) est un organisme privé à but non lucratif qui, à travers son réseau et ses associations régionales, représente et soutient plus de 28 000 entreprises de l’industrie de la construction résidentielle et de la rénovation au Québec.
Elle est formée d'un regroupement de 13 associations régionales et elle occupe une place prépondérante dans l'industrie de la construction et de la rénovation au Québec.

## Historique
Auparavant connue en tant qu’Association provinciale des constructeurs d’habitations du Québec, elle est devenue, en 2014, l’Association des professionnels de la construction et de l’habitation du Québec, et ce, afin de mieux refléter la réalité des entreprises qui composent son réseau.
En 1976, elle a instauré un programme privé de garantie sur les bâtiments résidentiels neufs, duquel s’est largement inspiré le gouvernement pour définir les standards de la garantie obligatoire en 1999. Proactive, elle a créé en 1986 un plan de garantie couvrant les travaux de rénovation.
En 2018, la bannière Réno-Maître, lancée en 2002, a laissé sa place au programme de certification Certifié APCHQ, une référence et une marque de confiance dans l’industrie.
Depuis 1997, l'APCHQ est la plus importante gestionnaire de mutuelles de prévention du domaine de la construction (Solutions Santé Sécurité), regroupant aujourd’hui près de 4 100 employeurs inscrits en mutuelles. À titre d’agent négociateur patronal des relations de travail dans le secteur résidentiel, elle défend les intérêts de plus de 15 406 employeurs qui embauchent plus de 64 092 salariés.

## Mission et valeurs

### Mission
Être un acteur de changement rassembleur au bénéfice de la société québécoise en représentant et soutenant les professionnel.le.s de l’industrie de la construction résidentielle et de la rénovation.

### Vision
Partenaire connu et reconnu, l'APCHQ agit comme un moteur de développement social et économique par la promotion d’habitations de qualité et durables.

### Valeurs
- Professionnalisme
- Engagement
- Innovation
- Collaboration
- Confiance
- Bienveillance

## Associations régionales
- APCHQ - Beauce-Appalaches | Maxime Tanguay, directeur général
- APCHQ - Bois-Francs | Carl Lafontaine, directeur général
- APCHQ - Centre-du-Québec | Denis Sauvageau, directeur général
- APCHQ - Est-du-Québec | Alain Bernier, directeur général
- APCHQ - Estrie | Sylvain Mathieu, directeur général
- APCHQ - Haute-Yamaska | Hinda Sifoued, directrice générale
- APCHQ - Lac-Saint-Jean | Marie-Josée Bouchard, directrice générale
- APCHQ - Mauricie-Lanaudière | Catherine Boisclair, directrice générale
- APCHQ - Montérégie-Suroît | Catherine Bohémier, directrice générale
- APCHQ - Montréal métropolitain | Linda Marchand, directrice générale
- APCHQ - Outaouais-Abitibi-Témiscamingue | Nicolas Brisson, directeur général
- APCHQ - Québec | Martine Savard, directrice générale
- APCHQ - Saguenay-Côte-Nord | Camille-Audrée Tremblay, directrice générale

## Composition officielle du conseil d'administration 2022-2023
- Philippe Marsan, président | Groupe TRÉMÄ immobilier, Montréal métropolitain
- Sylvain Mathieu, vice-président | Construction Groupe Mathieu inc., Mauricie-Lanaudière
- Mathieu Courtois, trésorier | M.J. Courtois, Bois-Franc
- Alain Patry, secrétaire | Gilles Patry inc., Estrie
- George Blouin | Synchro Immobilier, Québec
- Richard Deslandes | Constructions Deslandes inc., Haute-Yamaska
- Sébastien Jacques | Les Constructions Martin Jacques Inc., Beauce-Appalaches
- Marc-André Martin | Mach 2000 Construction inc., Est-du-Québec
- Christian Miron | Matériaux Miron, Montérégie-Suroît
- Jonathan Morin | Rénovation Morin, Saguenay
- Catherine Nadeau | Doyon installations inc., Centre-du-Québec
- Kevin Ouellet | Construction CRG, Lac-Saint-Jean
- Sylvain Pichette | Construction Fre-Ro, Outaouais-Abitibi-Témiscamingue
- Maxime Rodrigue, président-directeur général | APCHQ

## Anciens présidents
- Stephen Boutin (2021)
- Gaëtan Beaudoin (2019-2021)
- Mario Dargis (2017-2019 )
- Étienne Bergeron (2015-2017)
- Sylvain Tremblay (2014-2015)
- Yann Tremblay (2013-2014)
- Ivan Roger (2012-2013)
- Réjean Badeau (2011-2012)
- Benoit Levesque (2010-2011)
- Jean Houde (2009-2010)
- Alain Jacques (2008-2009)
- Michel Cholette (2007-2008)
- Michel Fontaine (2006-2007)
- Jean St-Hilaire (2005-2006)
- Yves Lessard (2004-2005)
- André Marc Charbonneau (2003-2004)
- Pierre Perreault (2002-2003)
- Jocelyn Boivin (2001-2002)
- Louis-Joseph Beaudoin (2000-2001)
- Claude Gazaille (1999-2000)
- Luc Demers (1998-1999)
- Alain Rousseau (1997-1998)
- Jean-Marc Taillefer (1996-1997)
- Bernard Bergeron (1995-1996)
- Jean-Marie Meunier (1994-1995)
- Alain Bolduc (1993-1994)
- Gaétan Rouillard (1992-1993)
- Jacques Renald (1991-1992)
- Richard Lasalle (1990-1991)
- Laurier Y. Dechêne (1989-1990)
- André P. Charbonneau (1988-1989)
- Conrad Gosselin (1987-1988)
- Armand Houle (1986-1987)
- Richard Gianchetti (1985-1986)
- Leo Petitclerc (1984-1985)
- Édouard Deslauriers (1983-1984)
- Jean-Paul Hamelin (1982-1983)
- Pierre Rioux (1981-1982)
- Robert Gibelleau (1980-1981)
- Jean-Denis Breton (1979-1980)
- Gérard Gazaille (1978-1979)
- Yvon Bouchard (1977-1978)
- Marcel Leclerc (1976-1977)
- Gérard Allard (1975-1976)
- Fernand Alain (1974-1975)
- Albert Lavoie (1973-1974)
- Claude Caron (1971-1973)
- Marcel Denommée (1971-1972)
- Albert Gagnon (1969-1971)
- Yves Barette (1968-1969)
- Fernand Boissé (1966-1968)
- Jean-Yves Gélinas (1963-1965)
- Yves Germain (1961-1963)